# Galeria Zderzak
Galeria Zderzak – prywatna galeria sztuki, należąca do Marty Tarabuły, działająca w budynku przy al. Juliusza Słowackiego 58/10 w Krakowie.
Galeria powstała w 1985 w Krakowie jako prywatna, niezależna instytucja, działająca poza cenzurą i w opozycji do ówczesnych instytucji sztuki – zarówno państwowych, jak i kościelnych. Dziś Zderzak jest jedyną polską prywatną galerią, której historia zaczęła się w czasach komunizmu i wyprzedziła okres transformacji ustrojowej. Celem Galerii było prezentowanie najciekawszych zjawisk w młodej polskiej sztuce – w połowie lat osiemdziesiątych była to fala „powrotu do malarstwa” i sztuka Neue Wilde. Metodą – zderzanie sztuki żywej, aktualnej z tradycyjnie nastawionym środowiskiem artystycznym Krakowa.
Galeria bierze udział w zagranicznych (od 1993) i krajowych (od 1989) targach sztuki. Wśród polskich galerii prywatnych była pionierem w przecieraniu międzynarodowych szlaków handlowych. Otwierała swoje stoiska w: Hamburgu, Frankfurcie nad Menem, Berlinie, Dreźnie, Paryżu, Madrycie, Sztokholmie, Wiedniu, Chicago, Krakowie, Poznaniu, Katowicach, Bytomiu.
Organizowała wystawy m.in. w: Erfurcie, Frankfurcie nad Odrą, Berlinie, Wiedniu, Budapeszcie, Kolonii, Rzymie, Sztokholmie, Madrasie, Lucknow, Ibizie, Poznaniu, Warszawie, Łodzi i wielu innych miejscowościach, chociaż nigdy nie była cyrkiem objazdowym.
Dwa razy tygodnik „Polityka” wybierał Galerię Zderzak najlepszą galerią w kraju (1997, 2005). Prezydent Stołecznego Królewskiego Miasta Krakowa odznaczył ją medalem zasługi (2005). Wydawnictwa Galerii otrzymywały nagrody i wyróżnienia w konkursach wydawniczych, w 2003 r. wyróżnienie otrzymała publikacja „Brudnopisy” Tomasza Ciecierskiego, a już rok później (2004) skromny „Ubu Król” Jana Młodożeńca został wybrany najpiękniejszą książką. Najnowsze wyróżnienie za rok 2010 przyznano książce „Skromne czuwanie” (Polskie Towarzystwo Wydawców Książek, Najpiękniejsze Książki Roku)
Jedną z najważniejszych sfer działania Galerii są odkrycia artystyczne. Instytucja ułatwia młodym artystom wejście w świat sztuki, często sięgając po prace studentów Szkół Artystycznych. Tu debiutowali Wilhelm Sasnal i Joanna Rajkowska, Ryszard Grzyb i Grzegorz Sztwiertnia, Paweł Książek i Monika Szwed, Krzysztof Zieliński i Basia Bańda, Marcin Maciejowski i Rafał Bujnowski, i wielu innych. Tutaj, zaraz po powrocie z zagranicy, pojawili się nieznani jeszcze polskiej publiczności Marta Deskur i Cezary Bodzianowski.
Kolekcja stała zawiera kilka zwartych zespołów prac. Należą do nich:
- dzieła z kręgu nowej ekspresji lat 80.
- obrazy, gwasze i rysunki Andrzeja Wróblewskiego
- prace z kręgu malarstwa materii początku lat 60.
- prace Jarosława Modzelewskiego
- prace Grzegorza Sztwiertni
- prace na papierach, obrazy, książki autorskie Zbigniewa Makowskiego
- obrazy i akwarele Stefana Gierowskiego
- prace graficzne Zdzisława Nitki
- fotografie artystów z kręgu „fotorealistów”

Oprócz wymienionych wyżej zwartych zespołów tematycznych Galeria posiada również w swoich zbiorach od jednej do kilkudziesięciu prac różnych autorów, m.in.: Barbary Bańdy, Anny Marii Bauer, Cezarego Bodzianowskiego, Rafała Bujnowskiego, Michała Cały, Tomasza Ciecierskiego, Andrzeja Cisowskiego, Ignacego Czwartosa, Marty Deskur, Jana Dobkowskiego, Wojciecha Głogowskiego, Pawła Jarodzkiego, Piotra Jarosa, Juliana O. Jończyka, Jerzego Kałuckiego, Pawła Książka, Piotra Kurki, Konrada Kuzyszyna, Zbigniewa Libery, Piotra Lutyńskiego, Marcina Maciejowskiego, Jadwigi Maziarskiej, Jana Młodożeńca, Piotra Młodożeńca, Stanisława Młodożeńca, Mariana Oslislo, Anny Ostoyi, A.R. Pencka, Igora Przybylskiego, Roberta Rumasa, Łukasza Skąpskiego, Marka Sobczyka, Radosława Szlagi, Moniki Szwed, Janusza Tarabuły, Małgorzaty Turewicz-Lafranchi, Szymona Urbańskiego, Wojciecha Wilczyka, Olgi Wolniak, Krzysztofa Zielińskiego, Jacka Ziemińskiego, Jakuba Juliana Ziółkowskiego, Ireneusza Zjeżdżałki, Kerstin Zollna.
Galeria zajmuje się także działalnością wydawniczą, wydała ponad 100 publikacji związanych ze sztuką, wernisażami i wystawami.